# Weber (Einheit)
Das Weber (auch: die Voltsekunde) ist im Internationalen Einheitensystem (SI) die Maßeinheit des magnetischen Flusses. Benannt wurde sie nach Wilhelm Eduard Weber.
{\displaystyle \mathrm {1\,Wb=1\,V\,s=1\,T\,m^{2}} }

## Umrechnung in CGS-Einheiten
Im Gauß’schen CGS-System (sowie im  kaum noch im Reinform verwendeten elektromagnetischen CGS-Einheitensystem) ist das Maxwell (Mx) die Einheit des magnetischen Flusses. Die Umrechnung lautet:
{\displaystyle \mathrm {1\,Wb=10^{8}\,Mx} }
Gauß-Einheiten können zwar nicht immer mit einfachen Vorfaktoren in entsprechende SI-Einheiten umgerechnet werden, weil das dreidimensionale CGS-System anders als das vierdimensionale MKSA-System auf Gleichungen für nicht rationalisierte Größen beruht, im Falle von Maxwell und Weber ist dies aber möglich.